# Marierokyrkan
Marierokyrkan är en kyrkobyggnad i Vänersborg. Den tillhör sedan 2010 Vänersborg och Väne-Ryrs församling (tidigare Vänersborgs församling) i Skara stift.

## Kyrkobyggnaden
Ursprungligen uppfördes kyrkan som församlingsgård 1977 efter ritningar av arkitekt Victor Landén. År 1984 blev den distriktskyrka för stadsdelen Mariero och byggdes därför om 1986. 
Byggnaden är uppförd i gult tegel med souterrängvåning och man ser inte utifrån att det är en kyrka. Själva kyrkan är sammanbyggd med församlingshem och fritidslokaler. 
Vid sydöstra sidan finns en klockstapel, ritad av Per Molnit, med två klockor.

## Inventarier
- Altartavlan utgörs av en vävnad tillverkad vid Agda Österdahls ateljé.
- Huvudinsrument är en digitalorgel.